# Paul Wall (Boxer)
Paul Andreas „Pascha“ Wall (* 13. Februar 1997 in Berlin) ist ein deutscher Boxer mit russischen Wurzeln im Weltergewicht.

## Karriere
Wall kam durch seinen Bruder und seinen Cousin früh mit dem Boxen in Kontakt. Vor allem sein Bruder ist ein Vorbild für ihn und so stieg er mit neun Jahren ins regelmäßige Training ein. 2011 hatte er seinen ersten Erfolg als Deutscher Meister in der Altersklasse Kadetten.
Um sein Talent zu fördern und auszubauen, besuchte er von 2010 bis 2015 das Berliner Schul- und Leistungssportzentrum. Durch seine Disziplin und das harte Training wurde er 2014 und 2015 weitere Male Deutscher Meister in der Kategorie Jugend.
Im März 2017 folgte in Rumänien sein erster großer internationaler Erfolg als Bronzegewinner der U22 Europa Meisterschaft, bei der er gegen Boxer aus Griechenland, Ungarn und Italien gewann. Im darauf folgenden Jahr erkämpfte sich der Berliner gegen Aydin Behruz den 1. Platz im „Internationalen Turnier Ruska“ in Finnland. Im selben Jahr gewann er den Titel „Deutscher Meister Elite“, welchen er sich auch im Jahr 2019 sicherte.
Um sich weiter herauszufordern und seine Karriere auf das nächste Level zu bringen, wurde er 2018 Sportsoldat bei der Bundeswehr. Dieses Training zahlte sich 2019 aus, in dem er sich den 5. Platz im World Cup 2019 in Köln erkämpfte.
Im selben Jahr erzielte er einen internationalen Erfolg bei den Military World Games in Wuhan (China), bei denen er gegen Boxer wie Edinson Mayora (Venezuela) und Witness Sibanda (Zimbabwe) antrat. Am 23. Oktober 2019 setzte Wall sich dort gegen den koreanischen Boxer Sang Min Lee durch und gewann die Bronzemedaille.

## Erfolge
- 2011: Deutscher Meister Kadetten
- 2012: Deutscher Meister Junioren
- 2014, 2015: Deutscher Meister Jugend
- 2015: Bundesliga-Boxer Hertha BSC
- 2018, 2019: Deutscher Meister Elite
- 2018: 1. Platz Internationales Turnier Ruska, Turnaus (Finnland)
- 2019: 5. Platz World Cup 2019, Köln
- 2017: Bronzemedaille U22-Europameisterschaft in Rumänien
- 2019: Bronzemedaille Military World Games in Wuhan, (China)